# بطولة العالم لسباق الدراجات على الطريق 2004
بطولة العالم لسباق الدراجات على الطريق 2004 هي الدورة ال77 من بطولة العالم لسباق الدراجات على الطريق، أجريت في فيرونا، إيطاليا.

## النتائج النهائية
| المسابقة              | ذهبية                           | فضية                            | برونزية                         |
| --------------------- | ------------------------------- | ------------------------------- | ------------------------------- |
| الرجال                |                                 |                                 |                                 |
| سباق الطريق ضد الساعة | أوسكار فريري (إسبانيا)          | إريك تسابل (ألمانيا)            | لوكا باوليني (إيطاليا)          |
| سباق الطريق المداري   | مايكل روجرز (دراج) (أستراليا)   | مايكل ريتش ( ألمانيا)           | أليكساندر فينوكوروف (كازاخستان) |
| السيدات               |                                 |                                 |                                 |
| سباق الطريق ضد الساعة | Karin Thürig ‏ (سويسرا)          | جوديث أرندت (ألمانيا)           | زولفيا زابيروفا (روسيا)         |
| سباق الطريق المداري   | جوديث أرندت (ألمانيا)           | تاتيانا جوديرزو (إيطاليا)       | أنيتا فالين (النرويج)           |
| رجال أقل من 23 سنة    |                                 |                                 |                                 |
| سباق الطريق المداري   | كانستانتسين سيفتسوف (بيلاروسيا) | توماس ديكر (دراج) (هولندا)      | Mads Christensen (الدنمارك)     |
| سباق الطريق ضد الساعة | يانيز برايكوفيتش (سلوفينيا)     | توماس ديكر (دراج) (هولندا)      | فينتشينزو نيبالي (إيطاليا)      |
| شبان                  |                                 |                                 |                                 |
| سباق الطريق المداري   | رومان كريوزيجير (التشيك)        | رافع شتيوي (تونس)               | سيمون سبيلاك (سلوفينيا)         |
| سباق الطريق ضد الساعة | باتريك جريتش (ألمانيا)          | رومان كريوزيجير (التشيك)        | ستيفان شافر (ألمانيا)           |
| شابات                 |                                 |                                 |                                 |
| سباق الطريق المداري   | ماريان فوس (هولندا)             | مارتا باستيانيلي (إيطاليا)      | إيلين فان دايك (هولندا)         |
| سباق الطريق ضد الساعة | Tereza Huříková ‏ (التشيك)       | Rebecca Much (الولايات المتحدة) | أماندا سبرات (أستراليا)         |